# Hédi Zeghal
Hédi Zeghal ou Hédi Zghal, né le 22 mai 1938, est un homme politique tunisien.
Le 5 novembre 1974, il est nommé secrétaire d'État auprès du ministre de l'Éducation nationale Driss Guiga.
Il est ministre de la Jeunesse et du Sport du 13 septembre 1978 au 4 septembre 1980.
En 1990, il fonde la section de l'Institut arabe des chefs d'entreprise de Sfax, dont il devient le premier président.